# Аверин, Максим Александрович
Макси́м Алекса́ндрович Аве́рин (род. 28 ноября 1985, Львов) — украинский и азербайджанский профессиональный шоссейный велогонщик, выступающий за команду Synergy Baku Cycling Project.

## Карьера
Максим Аверин родился в 1985 году в семье профессиональных велогонщиков. Отец Максима Александр — многократный чемпион СССР, участник Олимпиады в Монреале. Мать — Тамара Полякова двукратная чемпионка мира, победительница этапов женского Тур де Франс.
В детстве Максим занимался триатлоном, но потом остановил свой выбор на велосипедном спорте. Тренировался в Швейцарии, в центре Международного союза велосипедистов, потом в Италии. В 2013 году, выступая за швейцарскую команду Atlas Personal-Jakroo, одержал первую в карьере крупную победу, выиграв один из этапов многодневки Тур Китая.
С 2014 года выступает в составе азербайджанской команды Synergy Baku Cycling Project. В первый год в новой команде одержал победу в однодневной гонке в Хорватии Пореч Трофи. Тогда же принял решение сменить спортивное гражданство и с июня 2014 года выступает под флагом Азербайджана.
В 2015 году стал абсолютным чемпионом страны, выиграв групповую гонку и гонку на время. В 2016 году в майке чемпиона страны выиграл второй этап Тура Азербайджана, а позднее защитил звание лучшего в групповой гонке и завоевал «серебро» в разделке. Ему также удалось набрать необходимое количество лицензионных очков, чтобы квалифицироваться для участия в Олимпийских играх в Рио-де-Жанейро (2016), но на этих соревнованиях он выступил неудачно, не сумев финишировать в групповой шоссейной гонке.